# Nador (album)
Pour les articles homonymes, voir Nador.
Albums de Les Variations
Take It Or Leave It
(1973)
Nador est le premier album du groupe de rock français Les Variations sorti en 1969 sur le label Pathé puis réédité par Magic Records en 1996 contenant neuf titres bonus.
Sur la pochette de l'album on aperçoit les quatre membres du groupe dans la forêt.

## Réception
Selon l'édition française du magazine Rolling Stone, cet album est le 78e meilleur album de rock français. Il est également inclus dans l'ouvrage Philippe Manœuvre présente : Rock français, de Johnny à BB Brunes, 123 albums essentiels.

## Titres
1. What a mess again - 3 min 17 s
2. Waiting for the Pope - 3 min 39 s
3. Nador - 2 min 43 s
4. We gonna find the way - 4 min 27 s
5. Generations - 3 min 09 s
6. Free me - 3 min 43 s
7. Completely free - 5 min 40 s
8. Mississippi woman - 3 min 10 s
9. But it's allright - 4 min 30 s

### Titres Bonus
1. Come along
2. Promises
3. What's happening
4. Magda
5. Down the road
6. Love me
7. Come along
8. Spicks and specks
9. Mustang Sally